# Кисельовка (Нижньосергинський район)
Кисельо́вка (рос. Киселёвка) — присілок у складі Нижньосергинського району Свердловської області. Входить до складу Кленовського сільського оселення.
Населення — 191 особа (2010, 211 у 2002).
Національний склад станом на 2002 рік: росіяни — 98 %.